# Havré
Havré (wa. Avrè) – dzielnica (section) miasta Mons w Belgii, w Regionie Walońskim, w prowincji Hainaut, w okręgu Mons. 1 stycznia 2020 roku miejscowość zamieszkiwało 6211 osób. Do 31 grudnia 1976 samodzielna gmina. 

## Demografia
Liczba mieszkańców, stan na 1 stycznia:
| Rok                | 1930 | 1947 | 1961 | 2020 |
| ------------------ | ---- | ---- | ---- | ---- |
| Liczba mieszkańców | 3872 | 4729 | 5225 | 6211 |